# 维尔纳·戈德曼
維爾納·古德曼（Werner Goldmann）是德國國家鉛球與鐵餅教練。他曾是東德著名鉛球選手乌尔夫·蒂默曼（Ulf Timmerman）的教練，也曾指導台灣鉛球選手張銘煌與林家瑩。古德曼目前於柏林體育中心（Berlin Sport Forum）指導數名德國優秀鐵餅與鉛球選手，包括：Robert Harting（2007大阪世界田徑錦標賽銀牌與2009柏林世界田徑錦標賽男子鐵餅金牌）與Julia Fischer（2007世界青少年田徑錦標賽女子鐵餅金牌與2008世界青年田徑錦標賽女子鐵餅銀牌）。